# Associazione Calcio Padova 1966-1967
Questa pagina raccoglie i dati riguardanti l'Associazione Calcio Padova nelle competizioni ufficiali della stagione 1966-1967.

## Stagione
Per la nuova stagione la dirigenza conferma allenatore Humberto Rosa, che era subentrato a metà del campionato precedente con la squadra in zona retrocessione e l'aveva portata al nono posto finale. Tra i giocatori ceduti in estate vi sono i centrocampisti Bruno Pace, che va a giocare in serie A con il Bologna, e Roberto Mazzanti, che si accasa alla Reggiana. Tra gli acquisti più importanti gli esperti Mauro Gatti, difensore proveniente dal Napoli, il centrocampista Achille Fraschini, reduce da una sfortunata stagione nel Vicenza, e Paolo Morelli, attaccante prelevato dal Messina.
Nel campionato di Serie B il Padova si classifica al sesto posto con 39 punti, a pari merito di Modena e Potenza, a 15 punti dalla Sampdoria e a 12 dal Varese, le due squadre promosse in serie A.
Al buon campionato del Padova si accompagna un crescendo di prestazioni in Coppa Italia. Di rilievo le esaltanti partite in casa in gara unica contro il Napoli, battuto per 2-1 nei quarti, e soprattutto la vittoria per 3-2 del 7 giugno in semifinale contro la grande Inter, che il 25 maggio aveva perso la finale di Coppa dei Campioni con il Celtic e il 1º giugno aveva consegnato lo scudetto alla Juventus perdendo in casa del Mantova l'ultima di campionato.
Nella finale giocata allo Stadio Olimpico di Roma il 14 giugno 1967, il Padova perde (1-0) contro il Milan con gol realizzato da Amarildo, il Milan vinse così la sua prima Coppa Italia. Intervistato alcuni anni dopo, il tecnico Humberto Rosa si è lamentato che la squadra si fosse presentata alla finale senza medico, senza dirigenti e senza tifosi al seguito, e fosse stata anche penalizzata dall'arbitro per la mancata assegnazione di un calcio di rigore, per un evidente fallo in area commesso su Bigon.

## Rosa
| N. |                   | Ruolo | Calciatore         |
| -- | ----------------- | ----- | ------------------ |
|    | Italia (bandiera) | P     | Claudio Galassi    |
|    | Italia (bandiera) | P     | Walter Pontel      |
|    | Italia (bandiera) | D     | Valeriano Barbiero |
|    | Italia (bandiera) | D     | Cristiano Cervato  |
|    | Italia (bandiera) | D     | Lucillo Gallio     |
|    | Italia (bandiera) | D     | Mauro Gatti        |
|    | Italia (bandiera) | D     | Roberto Marin      |
|    | Italia (bandiera) | D     | Giorgio Sereni     |
|    | Italia (bandiera) | C     | Giorgio Barbolini  |
|    | Italia (bandiera) | C     | Alberto Bigon      |
|    | Italia (bandiera) | C     | Italo Carminati    |

| N. |                   | Ruolo | Calciatore          |
| -- | ----------------- | ----- | ------------------- |
|    | Italia (bandiera) | C     | Carlo Chiodi        |
|    | Italia (bandiera) | C     | Achille Fraschini   |
|    | Italia (bandiera) | C     | Rinaldo Frezza      |
|    | Italia (bandiera) | C     | Claudio Lanciaprima |
|    | Italia (bandiera) | C     | Roberto Panisi      |
|    | Italia (bandiera) | A     | Paolo Bergamo       |
|    | Italia (bandiera) | A     | Paolo Morelli       |
|    | Italia (bandiera) | A     | Alberto Novelli     |
|    | Italia (bandiera) | A     | Angelo Quintavalle  |
|    | Italia (bandiera) | A     | Remo Vigni          |

## Risultati

### Campionato

#### Girone di andata
| Padova 11 settembre 1966 1ª giornata | Padova              | 0 – 0 | Livorno | Stadio Silvio Appiani\| Arbitro: \| Schinetti (Brescia) \| |
| Arbitro:                             | Schinetti (Brescia) |       |         |                                                            |

| Arbitro: | Monti (Ancona) |

|                           |           |  |
| Morelli 59’ Carminati 75’ | Marcatori |  |

| Arbitro: | Di Tonno (Lecce) |

|                      |           |  |
| Veneranda 48’ (rig.) | Marcatori |  |

| Arbitro: | Nencioni (Roma) |

|           |           |           |
| Pesce 89’ | Marcatori | 24’ Bigon |

| Arbitro: | Carminati (Milano) |

|                    |           |                      |
| Carminati 16’, 49’ | Marcatori | 12’, 35’ Francesconi |

| Arbitro: | Palazzo (Palermo) |

|  |           |               |
|  | Marcatori | 19’ Carminati |

| Arbitro: | Marengo (Chiavari) |

|               |           |              |
| Fraschini 70’ | Marcatori | 30’ Flaborea |

| Arbitro: | Vacchini (Milano) |

|              |           |           |
| Persenda 48’ | Marcatori | 10’ Bigon |

| Arbitro: | Ghirardello (Merano) |

|                                    |           |  |
| Quintavalle 41’ Colombo 85’ (aut.) | Marcatori |  |

| Arbitro: | Genel (Trieste) |

|            |           |          |
| Vaiani 37’ | Marcatori | 2’ Bigon |

| Arbitro: | Vitullo (Roma) |

|                           |           |  |
| Landoni 39’ C. Crippa 75’ | Marcatori |  |

| Arbitro: | Michelotti (Parma) |

|                      |           |             |
| Carminati 87’ (rig.) | Marcatori | 41’ Colombo |

| Arbitro: | Schinetti (Brescia) |

|                             |           |  |
| Florio 60’ Rigotto 73’, 88’ | Marcatori |  |

| Verona 18 dicembre 1966 14ª giornata | Verona            | 0 – 0 | Padova | Stadio Marcantonio Bentegodi\| Arbitro: \| Orlando (Bergamo) \| |
| Arbitro:                             | Orlando (Bergamo) |       |        |                                                                 |

| Arbitro: | Gonella (Torino) |

|           |           |  |
| Bigon 68’ | Marcatori |  |

| Arbitro: | Michelotti (Parma) |

|  |           |                         |
|  | Marcatori | 24’ Fraschini 59’ Bigon |

| Arbitro: | Motta (Monza) |

|  |           |           |
|  | Marcatori | 84’ Bigon |

| Arbitro: | Giunti (Arezzo) |

|              |           |                   |
| Carminati 9’ | Marcatori | 53’ (rig.) Sardei |

| Arbitro: | Valagussa (Lecco) |

|               |           |            |
| Carminati 10’ | Marcatori | 59’ Dianti |

#### Girone di ritorno
| Arbitro: | Picasso (Chiavari) |

|                |           |  |
| Mascalaito 52’ | Marcatori |  |

| Arbitro: | Sbardella (Roma) |

|             |           |  |
| Volpato 75’ | Marcatori |  |

| Arbitro: | Schinetti (Brescia) |

|           |           |               |
| Bigon 56’ | Marcatori | 12’ Veneranda |

| Arbitro: | Branzoni (Pavia) |

|  |           |                   |
|  | Marcatori | 58’ (aut.) Sereni |

| Genova 5 marzo 1967 24ª giornata | Sampdoria          | 0 – 0 | Padova | Stadio Luigi Ferraris\| Arbitro: \| Fiduccia (Marsala) \| |
| Arbitro:                         | Fiduccia (Marsala) |       |        |                                                           |

| Arbitro: | Varazzani (Parma) |

|  |           |                        |
|  | Marcatori | 44’ Renna 71’ Leonardi |

| Arbitro: | Marengo (Chiavari) |

|                       |           |                           |
| Novelli 4’ Bonini 79’ | Marcatori | 26’ Barbolini 76’ Morelli |

| Arbitro: | Gonella (Torino) |

|                                |           |                                |
| Vigni 10’ Barbolini 88’ (rig.) | Marcatori | 43’ (rig.) Prati 50’ Gilardoni |

| Arbitro: | Palazzo (Palermo) |

|                          |           |  |
| Bramati 17’ Milanesi 54’ | Marcatori |  |

| Arbitro: | Carminati (Milano) |

|  |           |           |
|  | Marcatori | 52’ Girol |

| Arbitro: | Piantoni (Terni) |

|           |           |  |
| Vigni 75’ | Marcatori |  |

| Arbitro: | Acernese (Roma) |

|           |           |  |
| Braida 5’ | Marcatori |  |

| Arbitro: | Orlando (Bergamo) |

|                                                                                 |           |  |
| Tomasini 25’ (aut.) Fraschini 38’ Bigon 60’, 72’ (rig.) Vigni 83’ Barbolini 85’ | Marcatori |  |

| Arbitro: | D'Agostini (Roma) |

|                             |           |              |
| Quintavalle 30’ Novelli 55’ | Marcatori | 39’ Petrelli |

| Genova 21 maggio 1967 34ª giornata | Genoa                   | 0 – 0 | Padova | Stadio Luigi Ferraris\| Arbitro: \| Camozzi (Ascoli Piceno) \| |
| Arbitro:                           | Camozzi (Ascoli Piceno) |       |        |                                                                |

| Arbitro: | Gialluisi (Barletta) |

|             |           |              |
| Morelli 65’ | Marcatori | 25’ Colautti |

| Arbitro: | Canova (Bologna) |

|                       |           |             |
| Morelli 43’ Bigon 51’ | Marcatori | 86’ Vellani |

| Arbitro: | Lattanzi (Roma) |

|            |           |           |
| Vitali 39’ | Marcatori | 27’ Vigni |

| Arbitro: | Panzino (Catanzaro) |

|  |           |             |
|  | Marcatori | 50’ Bergamo |

### Coppa Italia
| Arbitro: | Motta (Monza) |

|                          |           |          |
| Bigon 56’ Fraschini 112’ | Marcatori | 76’ Neri |

| Arbitro: | Caligaris (Alessandria) |

|                                  |           |                        |
| Carminati 28’, 31’ Barbolini 88’ | Marcatori | 71’, 73’ S. Bercellino |

| Arbitro: | Fiduccia (Marsala) |

|                           |           |  |
| Novelli 2’ Bigon 14’, 22’ | Marcatori |  |

| Arbitro: | Sbardella (Roma) |

|                              |           |              |
| Morelli 51’ Quintavalle 119’ | Marcatori | 65’ Altafini |

| Arbitro: | D'Agostini (Roma) |

|                                |           |                        |
| Carminati 29’, 58’ Morelli 36’ | Marcatori | 39’ Suarez 43’ Mazzola |

| Arbitro: | Bernardis (Trieste) |

|                                                                                               |            | |
| Amarildo 49’                                                                                  | Marcatori  | |
| Belli Anquilletti Schnellinger Maddè Trapattoni Baveni Mora Rivera Amarildo Lodetti Fortunato | Formazioni | Pontel Cervato Barbiero Frezza Barbolini Sereni (dal 54' Gatti) Carminati Bigon Morelli Fraschini Novelli |

## Statistiche dei giocatori in campionato
| Giocatore      | Serie B  | Serie B | Coppa Italia | Coppa Italia | Totale   | Totale |
| Giocatore      | Presenze | Reti    | Presenze     | Reti         | Presenze | Reti   |
| -------------- | -------- | ------- | ------------ | ------------ | -------- | ------ |
| C. Galassi     | 5        | ?       | ?            | ?            | 5+       | ?      |
| W. Pontel      | 35       | ?       | ?            | ?            | 35+      | ?      |
| V. Barbiero    | 9        | 0       | ?            | ?            | 9+       | 0+     |
| C. Cervato     | 24       | 0       | ?            | ?            | 24+      | 0+     |
| L. Gallio      | 6        | 0       | ?            | ?            | 6+       | 0+     |
| M. Gatti       | 27       | 0       | ?            | ?            | 27+      | 0+     |
| R. Marin       | 1        | 0       | ?            | ?            | 1+       | 0+     |
| G. Sereni      | 35       | 0       | ?            | ?            | 35+      | 0+     |
| G. Barbolini   | 37       | 3       | ?            | ?            | 37+      | 3+     |
| A. Bigon       | 35       | 10      | ?            | ?            | 35+      | 10+    |
| I. Carminati   | 22       | 7       | ?            | ?            | 22+      | 7+     |
| C. Chiodi      | 12       | 0       | ?            | ?            | 12+      | 0+     |
| A. Fraschini   | 21       | 3       | ?            | ?            | 21+      | 3+     |
| R. Frezza      | 15       | 0       | ?            | ?            | 15+      | 0+     |
| C. Lanciaprima | 11       | 0       | ?            | ?            | 11+      | 0+     |
| R. Panisi      | 19       | 0       | ?            | ?            | 19+      | 0+     |
| P. Bergamo     | 2        | 1       | ?            | ?            | 2+       | 1+     |
| P. Morelli     | 17       | 3       | ?            | ?            | 17+      | 3+     |
| A. Novelli     | 31       | 2       | ?            | ?            | 31+      | 2+     |
| A. Quintavalle | 23       | 1       | ?            | ?            | 23+      | 1+     |
| R. Vigni       | 32       | 4       | ?            | ?            | 32+      | 4+     |